# 巴生光华独立中学
巴生光華獨立中學（英語：Kwang Hua Private High School），简称光华独中，是馬來西亞一所由華社出資創辦的華文中學，位於雪蘭莪州巴生，于1954年2月21日建校。2014年，该校开始出现教室不足的情况，不得不采取限制入学的措施。2018年，该校开始建设新的宿舍楼。

## 校友
- 刘镇东，现为马来西亚上议员、前国防部副部长。

## 外部連結
1. 巴生光華獨立中學官方網站 （页面存档备份，存于） （中文）
2. 馬來西亞華校董事聯合會總會 （页面存档备份，存于） （中文）
3. 馬來西亞華校教師會總會 （中文）
4. 馬來西亞教育部 （英文）